# Danh sách loại bánh mì
Bánh mì là một loại thực phẩm thông dụng, thường làm bằng bột mì, nhưng cũng có thể làm bằng bột gạo, bột bắp, bột khoai tây,... hoặc các loại bột khác.

## Danh sách
Dưới đây là danh sách một số loại bánh mì phổ biến (bao gồm theo kết cấu không nhân và một số các loại bánh mì kẹp)
| Tên                                    | Hình          | Chủng loại                              | Xuất xứ                                                         | Mô tả |
| -------------------------------------- | ------------- | --------------------------------------- | --------------------------------------------------------------- | --- |
| Bánh mì Pháp                           |               |                                         | Pháp                                                            | Là đặc sản phổ biến của nước Pháp |
| Bánh mì vòng/Bagel                     |               | Bánh mì tròn                            | Ba Lan                                                          | |
| Bánh mì đen                            |               | Bánh mì khô                             |                                                                 | |
| Bánh mì nâu                            |               | Bánh mì lúa mạch                        | Ireland, Bắc Mỹ                                                 | |
| Bánh mì ngũ cốc                        |               | Bánh mì nâu                             | châu Âu, Bắc Mỹ                                                 | Là loại bánh mì bổ dưỡng và cung cấp nhiều năng lượng |
| Bánh mì trắng                          |               |                                         | Không rõ                                                        | |
| Bánh mì đen                            |               |                                         | Châu Âu, Bắc Mỹ                                                 | |
| Bánh mì gừng                           |               |                                         | châu Âu                                                         | |
| Bánh mì chuối                          |               |                                         | châu Âu                                                         | |
| Bánh mì bắp                            |               |                                         | Bắc Mỹ                                                          | |
| Bánh mì bí ngô                         |               |                                         | Mỹ (không chắc chắn)                                            | |
| Bánh mì chuối                          |               | Bánh mì ngọt                            |                                                                 | |
| Bánh mì khoai tây                      |               |                                         |                                                                 | |
| Bánh mì gạo                            |               | Bánh mì gạo                             | Nhật Bản                                                        | Làm từ bột gạo |
| Bánh mì bơ tỏi                         |               | Dạng ổ, mặn                             | Mỹ                                                              | Thông dụng tại các cửa hàng Pizza Hut |
| Bánh mì que                            |               | Dạng ổ, nhỏ, dài, mặn, có thể có vị cay | Pháp; Ý                                                         | |
| Bánh mì lát                            |               | Dạng lát                                | Mỹ                                                              | Bánh mì thông dụng toàn cầu |
| Vụn bánh mì                            |               | Dạng mẩu, bột vụn                       | Châu Âu                                                         | Là nguyên liệu thực phẩm |
| Bánh mì kẹp (sandwich)                 |               | Dạng lát                                | Mỹ                                                              | |
| Bánh mì Việt Nam                       |               | Dạng ổ                                  | Việt Nam                                                        | Còn biết đến với tên gọi phổ biến là Bánh mì Sài Gòn |
| Bánh mì Hải Phòng                      |               | Dạng ổ, nhỏ, có vị cay                  | Hải Phòng (Việt Nam)                                            | Đặc sản của Hải Phòng (biến thể của bánh mì que) |
| Bánh mì ba-tê                          |               | Dạng ổ, mặn                             | Việt Nam                                                        | Bánh mì dân dã, thông dụng |
| Bánh mì thịt nguội                     |               | Dạng bánh mì kẹp, vị mặn                |                                                                 | Thông dụng ở Phương Tây |
| Hamburger                              |               | Dạng tròn, mặn                          |                                                                 | Một thức ăn nhanh thông dụng |
| Bánh sừng bò                           |               | Bánh mì tươi, hình sừng bò              | Pháp                                                            | Đặc sản của Pháp (gọi là bánh croissant) |
| Màn thầu                               |               | Bun                                     | Trung Quốc                                                      | |
| Bánh mì chuối                          |               |                                         | Bắc Mỹ                                                          | |
| Bánh Thánh                             |               | Dạng tròn, mỏng                         | Thiên Chúa giáo                                                 | Chủ yếu làm nghi lễ tôn giáo |
| Taiyaki                                |               | Bánh ngọt                               | Nhật                                                            | Taiyaki là một loại bánh nướng truyền thống hình cá tráp biển của Nhật Bản                                                                                            |
| Bánh mì nguyên cám                     |               |                                         | Không rõ                                                        | Làm từ ngũ cốc nguyên cám (bột mì nguyên chất). |
| Doner kebab                            |               | Bánh mỳ mềm, hình tam giác, kẹp thịt    | Thổ Nhĩ Kỳ                                                      | |
| Tortilla                               |               | Bánh mì dẹt, mềm, khô, hình tròn        | Mexico                                                          | Làm từ bột bắp |
| Yufka                                  |               |                                         | Thổ Nhĩ Kỳ                                                      | |
| Zopf                                   |               |                                         | Thụy Sĩ, Đức                                                    | |
| Zwieback                               |               | Bánh mì nướng                           | Đức                                                             | |
| Aish Merahrah                          |               | Bánh mì lát                             | Ai Cập                                                          | |
| Anpan                                  |               | Bánh ngọt                               | Nhật Bản                                                        | |
| Appam                                  |               | Bánh mì dẹt                             | Ấn Độ, Sri Lanka                                                | |
| Blaa                                   |               | Bánh sữa nhỏ                            | Cộng hòa Ireland                                                | Bánh mì trắng (cuộn) đặc sản; đặc biệt gắn liền với thành phố Waterford. Hiện được sản xuất tại Waterford và County Kilkenny, và trước đây được sản xuất tại Wexford. |
| Arepa                                  |               | Bánh mì bột ngô                         | Mỹ Latinh: Colombia, Venezuela, Panama, Đảo Canary              | |
| Babka                                  |               | Bánh mì ngọt                            | Ba Lan, Belarus, Ukraina, Nga                                   | |
| Bagel                                  |               | Bánh bột mì                             | Châu Âu                                                         | |
| Balep korkun                           |               | Bánh mì lát                             | Tây Tạng                                                        | |
| Bammy                                  |               | Bánh mì lát                             | Jamaica                                                         | |
| Bannock                                |               | Bánh mì lát                             | Vương quốc Anh, Hoa Kỳ                                          | |
| Bara Brith                             |               | Bánh trái cây                           | Wales                                                           | |
| Bánh mì Barbari                        |               | Bánh mì lát                             | Iran, Tây Bắc Afghanistan                                       | |
| Barmbrack                              |               |                                         | Ireland                                                         | |
| Parotta                                |               | Bánh mì lát                             | Ấn Độ                                                           | |
| Bazlama                                |               | Bánh mì lát                             | Thổ Nhĩ Kỳ                                                      | |
| Bhakri                                 |               | Bánh mì dẹt                             | Ấn Độ                                                           | |
| Bhatoora                               |               | Bánh mì khô                             | Ấn Độ                                                           | |
| Bing                                   |               | Bánh mì lát                             | Trung Hoa                                                       | |
| Bánh bích quy                          |               |                                         | Châu Âu                                                         | |
| Bolani                                 |               | Bánh mì lát                             | Afghanistan                                                     | |
| Boule                                  |               |                                         | Pháp                                                            | |
| Brioche                                |               | Bánh mì ngọt                            | Pháp                                                            | |
| Broa                                   |               | Bánh mì ngô                             | Bồ Đào Nha, Brasil                                              | |
| Bun                                    |               |                                         |                                                                 | |
| Česnica                                |               | bánh mì soda                            | Serbia                                                          | |
| Challah                                |               |                                         |                                                                 | |
| Chapati                                |               | Bánh mì dẹt                             | Nam Á, Đông Phi                                                 | |
| Bánh Giáng Sinh                        |               |                                         | Đông Âu                                                         | |
| Ciabatta                               |               | Bánh mì trắng                           | Ý                                                               | |
| Colomba Pasquale                       |               |                                         | Ý                                                               | |
| Bánh mì bắp                            |               |                                         | Bắc Mỹ, Nam Mỹ                                                  | |
| Cottage loaf                           |               |                                         | Anh                                                             | |
| Crêpe                                  |               | Bánh kem                                | Pháp                                                            | |
| Bánh mì Crisp                          |               | Bánh mì lát                             | Scandinavia                                                     | Bánh rất khô |
| Crumpet                                |               |                                         | Vương quốc Anh, Khối thịnh vượng chung                          | |
| Bánh mì Cuba                           |               |                                         | Hoa Kỳ                                                          | |
| Bánh mì Curry                          |               |                                         | Nhật Bản                                                        | |
| Damper                                 |               | Bánh mì soda                            | Úc                                                              | |
| Dampfnudel                             |               | Bánh mì trắng                           | Đức                                                             | Thường dày và ẩm với bề mặt trên cùng màu trắng |
| Dinkelbrot                             |               | yeasted bread                           | Đức                                                             | |
| Dosa                                   |               |                                         | Ấn Độ                                                           | |
| Farl                                   |               | Bánh mì lát                             | Ireland, Scotland                                               | |
| Bánh mì lát mỏng                       |               | Bánh mì lát                             |                                                                 | |
| Flatbrød                               |               |                                         | Na Uy                                                           | Thức ăn truyền thống của xứ này |
| Flatkaka                               |               |                                         | Iceland                                                         | Bánh mềm, tròn |
| Focaccia                               |               |                                         | Ý                                                               | |
| Fougasse                               |               |                                         | Pháp                                                            | |
| Bánh hành                              |               |                                         | Trung Quốc                                                      | |
| Gugelhupf (Kugelhupf)                  |               | Bánh nhẫn                               | Đức, Áo, Thụy Sĩ, Alsace                                        | |
| Hallulla                               |               | Bánh mì lát                             | Chile                                                           | Bánh tròn có bơ |
| Hardtack                               |               |                                         | Không rõ                                                        | |
| Himbasha                               |               |                                         | Eritrea, Ethiopia                                               | |
| Hoecake                                |               |                                         | Hoa Kỳ                                                          | |
| Hushpuppy                              |               | Bánh tròn nhỏ                           | Hoa Kỳ                                                          | |
| Bánh mì Ấn Độ                          | Dosa and ghee |                                         | Ấn Độ, Pakistan                                                 | |
| Injera                                 |               |                                         | Eritrea, Ethiopia, Somalia, Yemen, Sudan                        | |
| Jonnycake                              |               |                                         | Anh, Caribê, Cộng hòa Dominica, Colombia, Bermuda               | |
| Khanom bueang                          |               |                                         | Thái Lan, Campuchia                                             | |
| Kulcha                                 |               | Bánh mì dẹt                             | Ấn Độ, Pakistan                                                 | |
| Lagana                                 |               |                                         | Hy Lạp                                                          | |
| Laobing                                |               | Bánh lát                                | Trung Quốc                                                      | |
| Laufabrauð                             |               |                                         | Iceland                                                         | |
| Lavash                                 |               |                                         | Trung Đông, Kavkaz: Iran, Pakistan, Armenia, Azerbaijan, Gruzia | |
| Lahoh                                  |               | Bánh mì xốp, dẹt                        | Djibouti, Somalia, Yemen, Israel                                | |
| Lefse                                  |               | Bánh mì dẹt                             | Na Uy                                                           | |
| Luchi                                  |               | Bánh mì dẹt                             | Orisha, Assam, Bengal                                           | |
| Malooga                                |               |                                         | Yemen                                                           | |
| Markook                                |               |                                         | Syria, Liban, Jordan, Palestine                                 | |
| Marraqueta                             |               |                                         | Nam Mỹ: Bolivia, Chile, Peru; Argentina, Uruguay                | |
| Massa Sovada (Bánh mì ngọt Bồ Đào Nha) |               | Bánh mì ngọt                            | Bồ Đào Nha                                                      | |
| Matzo                                  |               |                                         |                                                                 | |
| Melonpan                               |               |                                         | Nhật Bản                                                        | |
| Bánh mì khỉ                            |               | Bánh ngọt                               | Châu Phi                                                        | |
| Muffin                                 |               |                                         | Vương quốc Anh: Hoa Kỳ, Áo, Canada, New Zealand                 | |
| Naan                                   |               | Bánh mì dẹt                             | Iran, Ấn Độ, Pakistan, Afghanistan                              | |
| Ngome                                  |               |                                         | Mali                                                            | |
| Pan de Pascua                          |               | Bánh ngọt                               | Chile                                                           | |
| Pain de mie                            |               | Bánh mì trắng                           | Pháp                                                            | |
| Pandoro                                |               |                                         | Ý                                                               | |
| Pane carasau                           |               |                                         | Ý Sardinia                                                      | |
| Pane ticinese                          |               |                                         | Thụy Sĩ                                                         | |
| Panettone                              |               | Bánh ngọt                               | Ý, Thụy Sĩ, Malta, Châu Mỹ Latin                                | |
| Papadum                                |               |                                         | Ấn Độ, Pakistan                                                 | |
| Paratha                                |               | Bánh mì dẹt                             | Ấn Độ, Pakistan                                                 | |
| Phulka                                 |               | Bánh mì dẹt                             | Ấn Độ, Pakistan, Bangladesh, Nepal, Sri Lanka, Trinidad, Tobago | |
| Piadina                                |               |                                         | Ý                                                               | |
| Pita                                   |               |                                         | Trung Đông, Ban Căng                                            | |
| Proja                                  |               |                                         | Serbia                                                          | |
| Puftaloon                              |               |                                         | Úc                                                              | |
| Pumpernickel                           |               |                                         | Châu Âu, Đông Âu                                                | |
| Puran Poli                             |               |                                         | Ấn Độ, Pakistan                                                 | |
| Puri                                   |               |                                         | Nam Á: Ấn Độ, Pakistan, Bangladesh                              | |
| Bánh mì ăn nhanh                       |               |                                         | Bắc Mỹ                                                          | |
| Roll                                   |               |                                         | Châu Âu, Bắc Mỹ                                                 | |
| Rugbrød                                |               | Bánh mì nâu                             | Đan Mạch                                                        | |
| Bánh mì muối                           |               |                                         | Scotland                                                        | |
| Sangak                                 |               |                                         | Iran                                                            | |
| Scone                                  |               |                                         | Vương quốc Anh, Ireland, Hoa Kỳ, Canada, Úc, New Zealand        | |
| Bánh mì Soda                           |               |                                         | Ireland                                                         | |
| Sopaipilla                             |               |                                         | Chile, Uruguay, Argentina; New Mexico, Texas                    | |
| Bánh mì Sourdough                      |               |                                         | Châu Âu                                                         | |
| Taftan                                 |               |                                         | Iran                                                            | |
| Bánh trà                               |               |                                         | Chưa rõ                                                         | |
| Bánh mì da hổ                          |               | Bánh mì gạo                             | Hà Lan                                                          | |
| Tsoureki                               |               |                                         | Hy Lạp, Síp, Bulgaria, Thổ Nhĩ Kỳ, Armenia                      | |
| Tunnbröd                               |               |                                         | Thụy Điển                                                       | |
| Vánočka                                |               |                                         | Tiệp Khắc                                                       | |
| Bánh mì Viên                           |               |                                         | Viên                                                            | |
| Bánh mì Cardamom                       |               |                                         | Bắc Âu                                                          | |
| Bánh mì Adobe                          |               |                                         | Tây Nam Hoa Kỳ                                                  | Thường có hình các con vật đặc trưng của vùng |
| Bánh mì nướng Ogura                    |               |                                         | Miền Trung Nhật Bản                                             | |
| Almojábana                             |               |                                         | Caribbean, Tây Ban Nha                                          | |
| Bánh mì cá sấu                         |               |                                         | Long Xuyên, An Giang, Việt Nam                                  | |
| Bánh mì cuộn                           |               |                                         | Việt Nam                                                        | |
| Bánh mì thanh long                     |               |                                         | Việt Nam                                                        | Bánh mì làm từ quả thanh long |
| Brezel                                 |               |                                         | Đức                                                             | Bánh mì hình nút vòng xoắn |
| Muufo                                  |               | Bánh mì dẹt                             | Somalia                                                         | |
| Bánh mì bia                            |               |                                         |                                                                 | |